# EViews
EViews (Econometric Views) è un software proprietario pacchetto statistico per Windows, usato principalmente per analisi econometrica. È sviluppato da Quantitative Micro Software (QMS), ora parte della IHS Markit, a sua volta fusasi nel 2020 con la S&P Global.

## Storia
La versione 1.0 è stata distribuita nel marzo 1994 ed ha sostituito MicroTSP. Il linguaggio TSP originario fu sviluppato da Robert Hall nel 1965.

## Descrizione
EViews può essere usato per analisi statistica generale ed analisi econometriche, quali analisi di dati panel, serie temporali (per la stima e la previsione) o sezionali. EViews combina le tecnologie del foglio elettronico e database relazionali con le routine classiche dei software statistici usando una GUI in Windows.
Il software fa affidamento in maniera massiccia su un formato dati proprietario, ma può esportare anche in altri tipi di file compatibili con altri programmi software simili.